# Felipe Fernández (baloncestista)
Felipe Fernández (San Miguel de Tucumán, Argentina, 9 de julio de 1933 - Ibíd., 13 de enero de 2012) fue un baloncestista argentino que actuó con la selección de Argentina en los Juegos Panamericanos de 1955 y en la Copa Mundial de Baloncesto de 1959.

## Trayectoria
Fernández comenzó a jugar al baloncesto en Tucumán Basketball, pero luego pasó a All Boys. Allí estuvo dos años antes de incorporarse a Redes Argentinas, club en el que jugaría como capitán y se ganaría la admiración de los aficionados. A ese equipo lo guio al campeonato de la Asociación Tucumana de Básquetbol en 1959 y 1960, lo que le dio acceso al Campeonato Argentino de Clubes. 
A comienzos de 1961 se instaló en Córdoba, incorporándose a Atenas junto a su comprovinciano Zoilo Domínguez. Allí estuvo hasta 1963, pasando a retiro a mediados de ese año.
Fernández disputó varias ediciones del Campeonato Argentino de Básquet con la selección de Tucumán y, en 1963, fue parte de la selección de Córdoba que se impuso en el certamen organizado ese año en Mendoza.

## Selección nacional
El jugador tucumano fue miembro de la selección de baloncesto de Argentina entre 1955 y 1959. Formó parte del equipo nacional que consiguió la medalla de plata en los Juegos Panamericanos de 1955 de México y del que terminó en la décima colocación en la Copa Mundial de Baloncesto de 1959 en Chile. En el medio de ambos torneos estuvo presente en el Campeonato Sudamericano de Baloncesto de Cúcuta 1955 y de Santiago 1958. 